# مزار نوح پیغمبر
مزار نوح پیغمبر (ترکی آذربایجانی: Nuh peyğəmbər türbəsi) نام مزاری است در منطقهٔ کهنه‌قلعه در ناحیه جنوبی نخجوان در جمهوری آذربایجان. این مزار در سدهٔ هشتم میلادی ساخته شده‌است. افسانه‌های محلی این محل را با نوح مرتبط می‌کنند.
تاریخ‌نگاران قدیمی ایرانی سال ساخت این مزار را ۱۵۳۹ میلادی ضبط کرده‌اند. این مزار در سال ۲۰۰۶ مرمت شد. در زیر ساختمان این مزار بقایای طبقه‌ای از یک معبد قدیمی دیده می‌شود.